# Tommaso Francesco của Savoia
Tommaso Francesco của Savoia, Thân vương xứ Carignano (tiếng Ý: Tommaso Francesco di Savoia, Principe di Carignano; tiếng Pháp: Thomas François de Savoie, Prince de Carignan; 21 tháng 12 năm 1596 - 22 tháng 1 năm 1656) là một chỉ huy quân sự người Ý và là người sáng lập ra Chi nhánh Carignano của Nhà Savoia, đến năm 1831, dòng chính của Vương tộc Savoia tuyệt tự dòng nam, nên ngai vàng của Vương quốc Sardegna đã được trao lại cho vị Thân vương xứ Carignano đời thứ 5 là Carlo Alberto, kể từ đó, Nhà Savoia-Carignano được nâng lên địa vị vương tộc, nắm quyền cai trị Sardegna và liên tục mở rộng lãnh thổ. Năm 1861, hậu duệ đời thứ 6 của Thomas Francis là Victor Emmanuel II đã thống nhất nước Ý sau hàng nghìn năm chia tách và trở thành vị vua đầu tiên của Vương quốc Ý thống nhất, là tiền thân của Cộng hoà Ý ngày nay. Hậu duệ của ông đã cai trị nước Ý cho đến khi nền quân chủ bị bãi bỏ vào năm 1946.
Thomas Francis kết hôn với Marie de Bourbon, là em họ đời thứ 2 của Vua Louis XIII nên bà nhận được tước vị Princesse du sang, nhờ có địa vị của vợ ở Pháp nên bản thân Thomas đã nhận được nhiều lợi thế, ông trở thành Thân vương ngoại quốc hàng đầu tại triều đình Pháp. Cháu nội của ông, Eugène de Savoie-Carignan là một trong những chỉ huy quân sự thành công nhất trong lịch sử châu Âu khi giúp các Hoàng đế La Mã Thần thánh thuộc Nhà Habsburg đánh bại người Ottoman, khiến đế chế này suy yếu và không bao giờ có thể trở thành một thế lực đe doạ châu Âu được nữa.